# Склавини

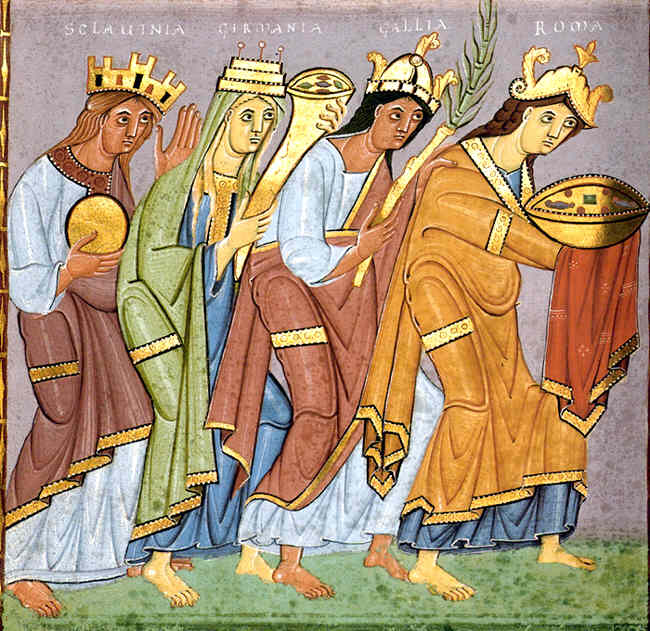
Король Склавинів, мал. 990 р.

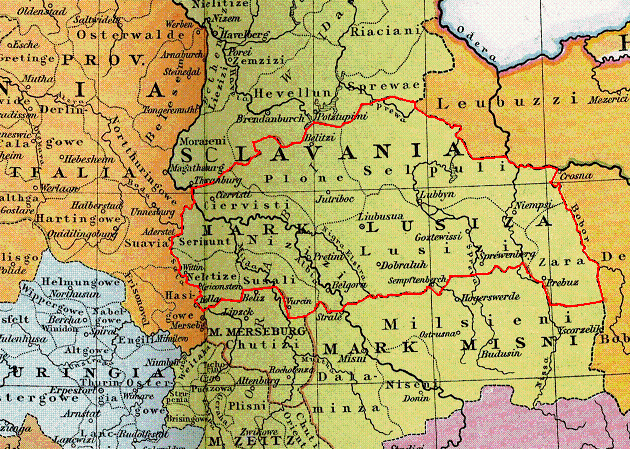
«Склавенія» Лужичани на мапі 1000 року

Склавини (склавини, склавени грец. Σκλάβήνοι, лат. Sclaueni) — назва слов'янських племен, розселених на північ від Дунаю на теренах України, у візантійських, греко- і латиномовних джерелах VI століття. Склавини є видозміною імені прасл. slověne («словіни») внаслідок вставки звуку к, тому що в грецькій і латинській мовах звукосполучення сл фонетично неможливе.
У V ст. венеди стали спільною етнічною основою для формування південних і західних слов'ян — склавінів, які розселилися від Балкан до Вісли, та антів — предків українців, які заселили територію між Дністром та Сіверським Дінцем.
Археологічним еквівалентом склавинів вважають пам'ятки празької культури.

## Історія
Найперша згадка про склавінів міститься у творі Псевдо-Кесарія Назіанзького «Відповіді на запитання» (початок VI століття). Загалом достовірні й порівняно ґрунтовні відомості про склавінів подають готський історик Йордан (у книзі «Про походження і діяння готів») та Прокопій Кесарійський (у «Книгах про війни»). За Йорданом, склавини становили одне з відгалужень венетів і розселялися на південь від витоку Вісли. Обидва автори розміщували склавінів між Дністром на сході та, ймовірно, басейном Тиси на заході.
Територія, яку займали склавини, накладається на ареал археологічної культури празької кераміки і включає в себе Чехію, Моравію, Словаччину, Угорщину, Румунію, більшу частину Молдови, правобережну лісостепову частину України та українське Полісся, частину Сербії (Воєводину), можливо, частини Хорватії, Словенії та Австрії.
З візантійських джерел відоме ім'я склавінського ватажка Добрета, що правив союзом племен в другій половині VI століття.
Склавінам відіграли важливу роль у колонізації слов'янами Балканського півострова у кінці VI — першій половині VII століття.
Вперше цей етнонім «склавини» згадується в VI ст. н. е. у роботі «Гетика» (551 р) Йордану у формі «Sclaveni» і в праці «Війна з готами» Прокопія Кесарійського (555 р) у формі «Sklaboi».
Історики надають наступну інформацію про склавінів:
|                         | Адже племена ці, склавини й анти, не підвлалні одній людині, але здавна живуть народовладдям, і од того мають вигідні і невигідні справи завжди вести громадою. А теж однаково й інше, можна сказати, все у тих та у інших встановлено здавна у цих варварів. Бо вони лічать, що один з богів — творець блискавки — саме він є одним володарем всього, і йому приносять у жертву биків і всяких жертовних тварин. Приречення ж вони не знають і взагалі не визнають, що воно має якесь значення, принаймні щодо людей, але коли смерть вже у них біля ніг, схоплені вони хворобою або виступають на війну, вони дають обітницю, якщо уникнуть її, одразу ж здійснити богові жертву за своє життя; а уникнувши [смерті], жертвують, обіцяне, і думають, що тією-то жертвою викупили собі порятунок. Однак шанують вони і ріки, і німф, і деяких інших божеств і приносять жертви також і їм усім, і при цих-то жертвах роблять ворожіння. А живуть вони в жалюгідних хатинах, розташовуючись далеко один від одного і кожен міняючи наскільки можна часто місце поселення. Вступаючи ж в битву, більшість йде на ворога пішими, маючи невеликі щити і списи в руках, панцира ж ніколи на себе не одягають; деякі ж не мають [на собі] ні хітона, ні [грубого] плаща, але, пристосувавши тільки штани, що прикривають соромом частини, так і вступають у сутичку з ворогами. Є у тих і інших і єдина мова, абсолютно варварська. Та й зовнішністю вони один від одного нічим не відрізняються, бо всі і високі, і дуже сильні, тілом же та волоссям не дуже світлі і не руді, аж ніяк не схиляються і до чорноти, але всі вони трохи червонуваті. Спосіб життя [їх] грубий і невибагливий, як і у массагетів, і, як і ті, вони постійно покриті брудом, — втім, вони найменше підступні і мстиві, але і в простоті [своїй] вони зберігають гунську вдачу. Та й ім'я в давнину у склавінів і антів було одне. Бо і тих і інших спрадавна звали «спорами», якраз через те, думаю, що вони населяють країну, розкидано розташувавши свої житла. Саме тому вони і займають неймовірно обширну землю: адже вони набуваються на більшій частині іншого берега Істра, по той бік ріки. Вважаю достатнім сказане про цей народ. |
| — Прокопій Кесарійський | |

Прокопій Кесарійський — Війна з готами.
|          | Між цими річками лежить Дакія, яку, на зразок корони, огороджують Альпи. У лівого їх схилу, що спускається на північ, починаючи від місця народження річки Вістули, на безмірних просторах розташувалося багатолюдне плем'я венетів. Хоча їх найменування тепер змінюються відповідно різних родів і місцевостей, все ж переважно вони називаються склавенами і антами. Склавени живуть від міста Новіодунума і озера, іменованого Мурсіанським, до Данастра, і на північ — до Віскли, замість міст у них болота і ліси. Анти ж — найсильніші з обох [племен] — поширюються від Данастра до Данапра, там де Понтійське море утворює закрут; річки ці видалені одна від одної на відстань багатьох переходів. Ці [венети], як ми вже розповідали на початку нашого викладу, — саме при перерахуванні племен, — походять від одного кореня і нині відомі під трьома іменами: венетів, антів, склавенов. Хоча тепер, за гріхами нашими, вони лютують повсюдно, але тоді всі вони підкорилися владі Германаріха. |
| — Йордан | |

Йордан — Про походження та діяння гетів.